# Ludwik Mazaraki
Ludwik Mazaraki herbu Newlin (ur. 1813 w Wyciążu, zm. 13 stycznia 1880 w Niegardowie) – polski działacz niepodległościowy, uczestnik powstania krakowskiego, organizator powstania chłopskiego w powiecie miechowskim.

## Życiorys
Syn Karola Mazaraki i Józefiny von Girtler. Rodzina ojca – ród Mazarakich, wywodziła się od książąt despotów Janiny w Epirze. W XVII wieku Krzysztof Mazaraki przybył na Ruś, gdzie stał się najbogatszym kupcem. Jego syn Jan otrzymał polski szlachectwo z rąk króla Jana Kazimierza. Karol Mazaraki był potomkiem Jana. Piastował ważny urząd Generalnego Zarządcy Dóbr Królewskich Województwa Krakowskiego. Był też fundatorem kaplicy Mazarakich herbu Newlin w kościele Mariackim w Krakowie. Jego żona była bratanicą Sebastiana Girtlera, rektora Uniwersytetu Jagiellońskiego w Krakowie i senatora Wolnego Miasta Krakowa.
Ludwik uczęszczał do krakowskiego Liceum św. Barbary, które ukończył w 1830 roku. W powstaniu listopadowym był w 2 pułku Krakusów i przebył z nim całą kampanię. Po klęsce powstania powrócił na wieś, gdzie ojciec odstąpił mu w dzierżawie majątek Winiary, a potem Luborzyca, gdzie był właścicielem dużej stadniny koni. Do działalności spiskowej wciągnięty w latach 1845-1846. Szybko stał się jednym z przywódców ruchu spiskowego. W lutym 1846 roku stanął na czele wznieconego przez siebie, swojego szwagra Alojzego Wendy i kuzyna Franciszka Wincentego Mazaraki, powstania chłopskiego. Zebrał oddział konny w sile około 30 ludzi, zajął z nim Proszowice, rozbroił kilka posterunków rosyjskiej straży granicznej i celnej w Biórkowie, Igołomi, Baranie i Zielonej. Z powodu braku poparcia wśród chłopów i szlachty, został zmuszony do przekroczenia granicy Wolnego Miasta Krakowa 23 lutego 1846 roku. W Krakowie Rząd Narodowy mianował go pułkownikiem. Jego zadaniem było zorganizowanie pułku Krakusów. W ciągu kilku dni zdołał sformować trzy doborowe szwadrony jazdy. Pełnił też służbę patrolową na granicy z Królestwem Polskim. 26 lutego 1846 r. brał udział w bitwie pod Gdowem, gdzie dowodził 2 szwadronem Krakusów.
Po upadku powstania krakowskiego Mazaraki został internowany w Koźlu. Władze pruskie wydały go Rosjanom we wrześniu 1846 roku. Był potem więziony w Kielcach, Cytadeli Warszawskiej i Modlinie. 28 kwietnia 1848 roku został wraz ze szwagrem Alojzym Wendą skazany na katorgę. 7 lat pracował w kopalniach nerczyńskich w Petrowskim Zawodzie, następnie był w Permie i Wiatce. W lutym 1859 roku powrócił do Królestwa Polskiego przez Irkuck. Osiadł w Luborzycy, dzierżawionej przez jego żonę Emilię z Wendów (1812-1900), siostrę Alojzego Wendy, towarzysza broni Ludwika. Po kilku latach przeniósł się na dzierżawę do Niegardowa w Miechowskiem. Tam też zmarł bezpotomnie. Jego zwłoki spoczęły na miejscowym cmentarzu.